# Peix falcó de l'illa de Pinos
El peix falcó de l'illa de Pinos (Amblycirrhitus pinos) és una espècie de peix marí pertanyent a la família dels cirrítids.
Pot arribar a fer 9,5 cm de llargària màxima. Té 10 espines i 11 radis tous a l'aleta dorsal i 3 espines i 6 radis tous a l'anal. Menja petits crustacis (copèpodes, gambes i crancs) i poliquets. És un peix marí, associat als esculls i de clima tropical que viu entre 2 i 46 m de fondària.
Es troba a l'Atlàntic occidental des del sud de Florida, Texas, les Bahames i el mar Carib fins a Rio de Janeiro al Brasil i l'Atlàntic oriental a l'illa de Santa Helena.
És inofensiu per als humans.